# Краснопевцев, Борис Иванович
Борис Иванович Краснопевцев — советский военный, государственный и политический деятель, генерал-лейтенант.

## Биография
Родился в 1905 году в Спас-Клепиках. Член КПСС с 1939 года.
С 1919 года — на хозяйственной, общественной и политической работе. В 1919—1983 гг. — курьер, чернорабочий на шахте и у разных частных лиц, техработник укома комсомола, секретарь уездной совпартшколы в Раненбурге, красноармеец, делопроизводитель Терского губ- и окротдела ГПУ, помощник начальника, начальник 3-го отделения отдела связи АХУ НКВД СССР, заместитель начальника отдела фельдсвязи НКВД СССР, начальник отдела фельдсвязи МВД СССР, начальник управления фельдъегерской службы при Министерстве связи СССР.
Умер в Москве в 1994 году.